# Mar Cabra
María del Mar Cabra Valero (Madrid, 14 de junio de 1983) es una periodista de investigación y especialista en análisis de datos española. Es licenciada en Comunicación Audiovisual por la Universidad Complutense de Madrid y Máster en Periodismo de investigación por la Universidad de Columbia de Nueva York, estudios que realizó gracias a una beca Fulbright.

## Trayectoria

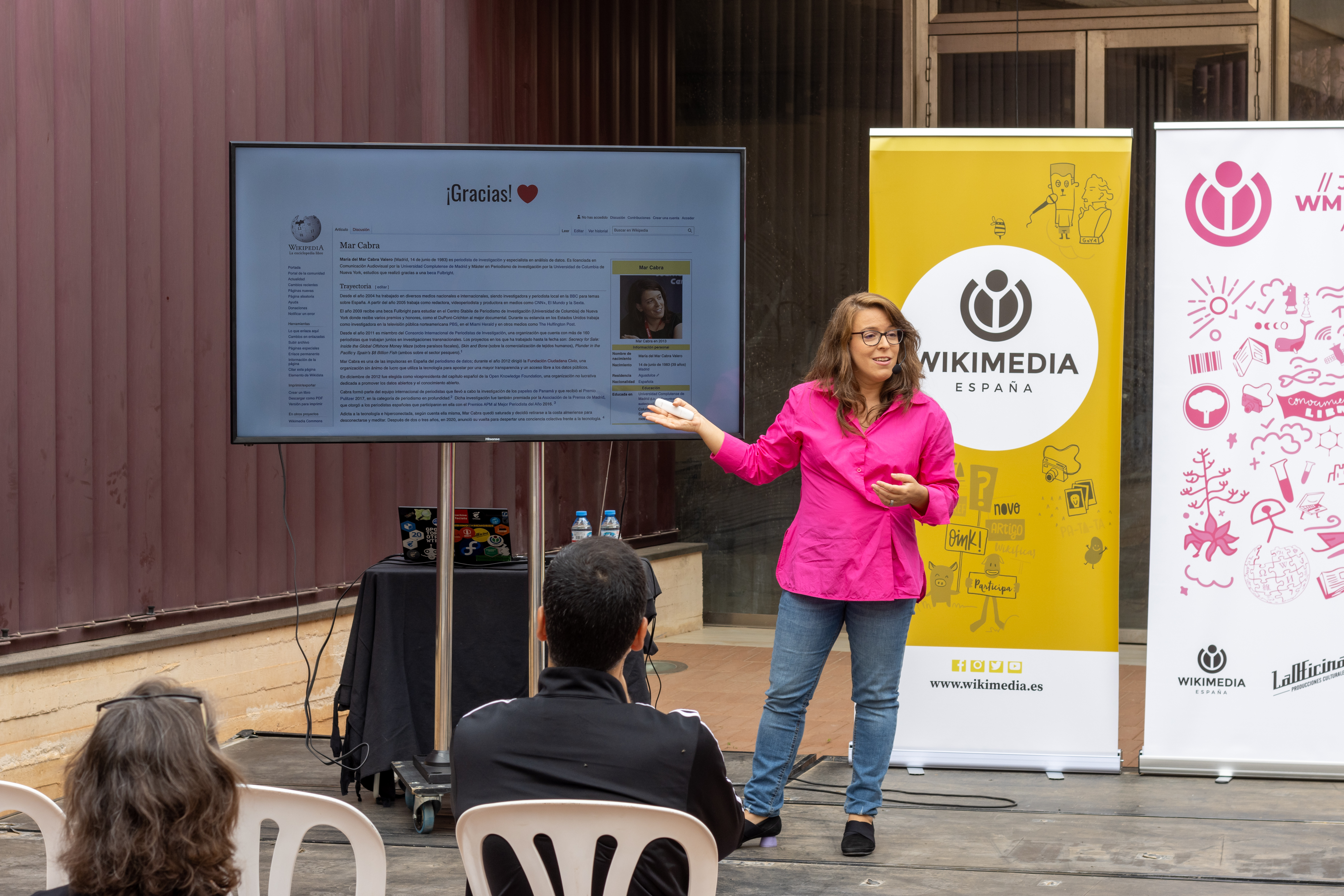
Mar Cabra mostrando este artículo durante las IX Jornadas de Wikimedia España en Almería

Desde el año 2004 ha trabajado en diversos medios nacionales e internacionales, siendo investigadora y periodista local en la BBC para temas sobre España. A partir del año 2005 trabaja como redactora, videoperiodista y productora en medios como CNN+, El Mundo y la Sexta. 
El año 2009 recibe una beca Fullbright para estudiar en el Centro Stabile de Periodismo de Investigación (Universidad de Columbia) de Nueva York donde recibe varios premios y honores, como el DuPont-Crichton al mejor documental. Durante su estancia en los Estados Unidos trabaja como investigadora en la televisión pública norteamericana PBS, en el Miami Herald y en otros medios como The Huffington Post. 
Desde el año 2011 es miembro del Consorcio Internacional de Periodistas de Investigación, una organización que cuenta con más de 160 periodistas que trabajan juntos en investigaciones transnacionales. Los proyectos en los que ha trabajado hasta la fecha son: Secrecy for Sale: Inside the Global Offshore Money Maze (sobre paraísos fiscales), Skin and Bone (sobre la comercialización de tejidos humanos), Plunder in the Pacific y Spain’s $8 Billion Fish (ambos sobre el sector pesquero).
Mar Cabra es una de las impulsoras en España del periodismo de datos; durante el año 2012 dirigió la Fundación Ciudadana Civio, una organización sin ánimo de lucro que utiliza la tecnología para apostar por una mayor transparencia y un acceso libre a los datos públicos.  
En diciembre de 2012 fue elegida como vicepresidenta del capítulo español de la Open Knowledge Foundation, una organización no lucrativa dedicada a promover los datos abiertos y el conocimiento abierto.  
Cabra formó parte del equipo internacional de periodistas que llevó a cabo la investigación de los papeles de Panamá y que recibió el Premio Pulitzer 2017, en la categoría de periodismo en profundidad.  Dicha investigación fue también premiada por la Asociación de la Prensa de Madrid, que otorgó a los periodistas españoles que participaron en ella con el Premios APM al Mejor Periodista del Año 2016.
Adicta a la tecnología e hiperconectada, según cuenta ella misma, Mar Cabra quedó saturada y decidió retirarse a la costa almeriense para desconectarse y meditar. Después de dos o tres años, en 2020, anunció su vuelta para despertar una conciencia colectiva frente a la tecnología.

## Premios
La Asociación de la Prensa de Madrid premió a Mar Cabra el año 2012 con el Premio APM al Periodista Joven del Año al periodista menor de 30 años más destacado del año.
Como parte del equipo internacional de periodistas que realizaron la investigación conocida como los papeles de Panamá, Mar Cabra recibió el Premio Pulitzer 2017.
Igualmente, la misma investigación de los papeles de Panamá, de la que formó parte Mar Cabra, recibió en 2016 el Premios APM al Mejor Periodista del Año.